# 沙特拉尔城堡

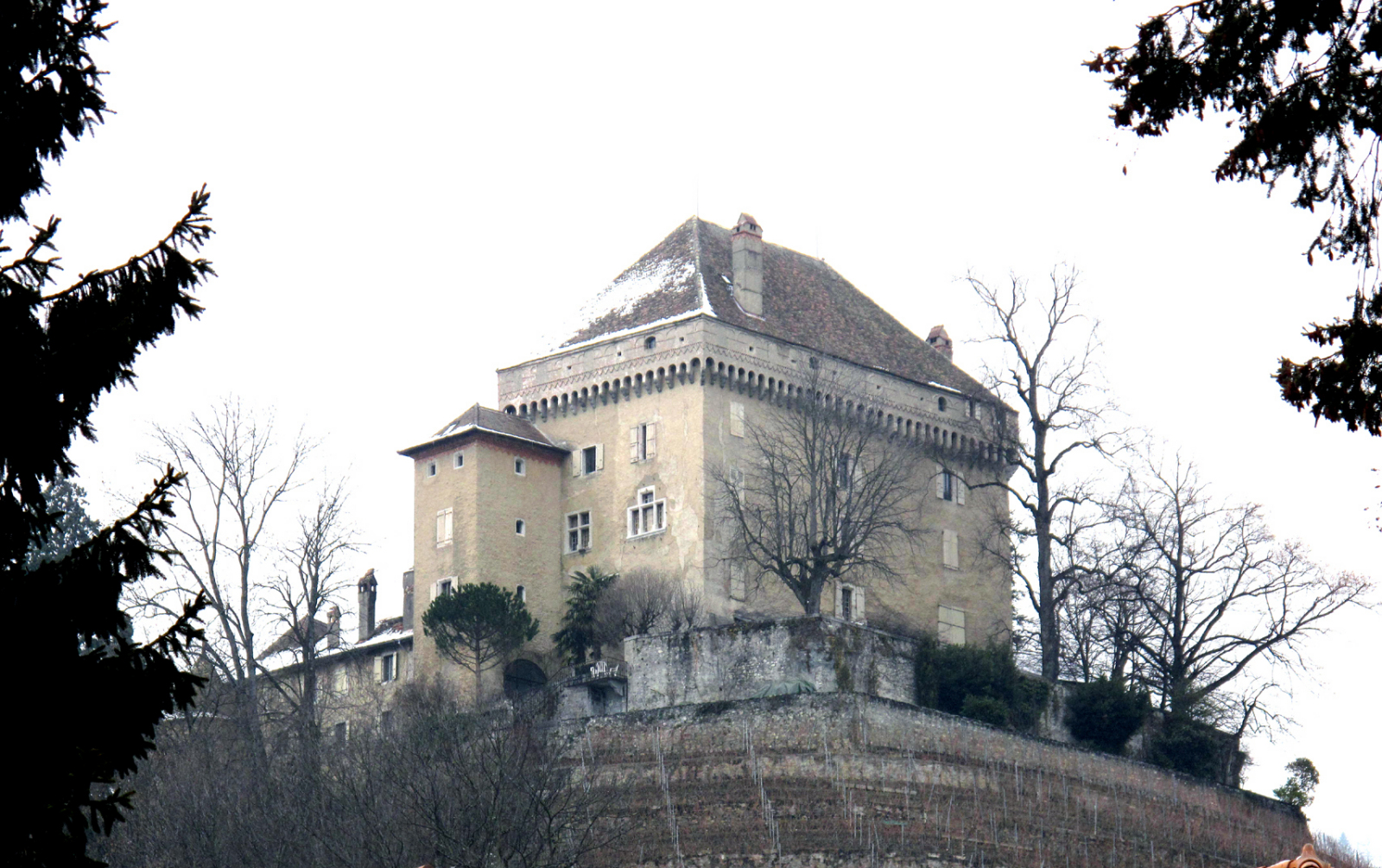
沙特拉尔城堡

沙特拉尔城堡（法语：Château du Châtelard）是瑞士沃州蒙特勒的一座城堡，已被列入瑞士国家和区域重要文化财产名录。